# Katal
Katal (simbol kat) je izpeljana enota SI encimske aktivnosti. En katal predstavlja količino encima, ki pretvori 1 mol substrata v produkt v 1 sekundi.

## Definicija
{\displaystyle kat=mol/s}